# ۲۸ رمضان
۲۸ رمضان، بیست و هشتمین روز از ماه رمضان در تقویم هجری قمری است.
در تقویم هجری قمری قراردادی این روز دویست و شصت و چهارمین روز سال است.

## مناسبت‌ها
- ۱ بعثت - شب قدر و نزول قرآن (احتمالی).

## درگذشتگان
- ۵۴۴ - ابواسحاق جاجرمی، فقیه و محدث ایرانی خراسانی.
- ۵۵۷ - ابن قطان بغدادی،  محدث، پزشک، چشم‌پزشک، ادیب و شاعر عراقی.